# Chapalele

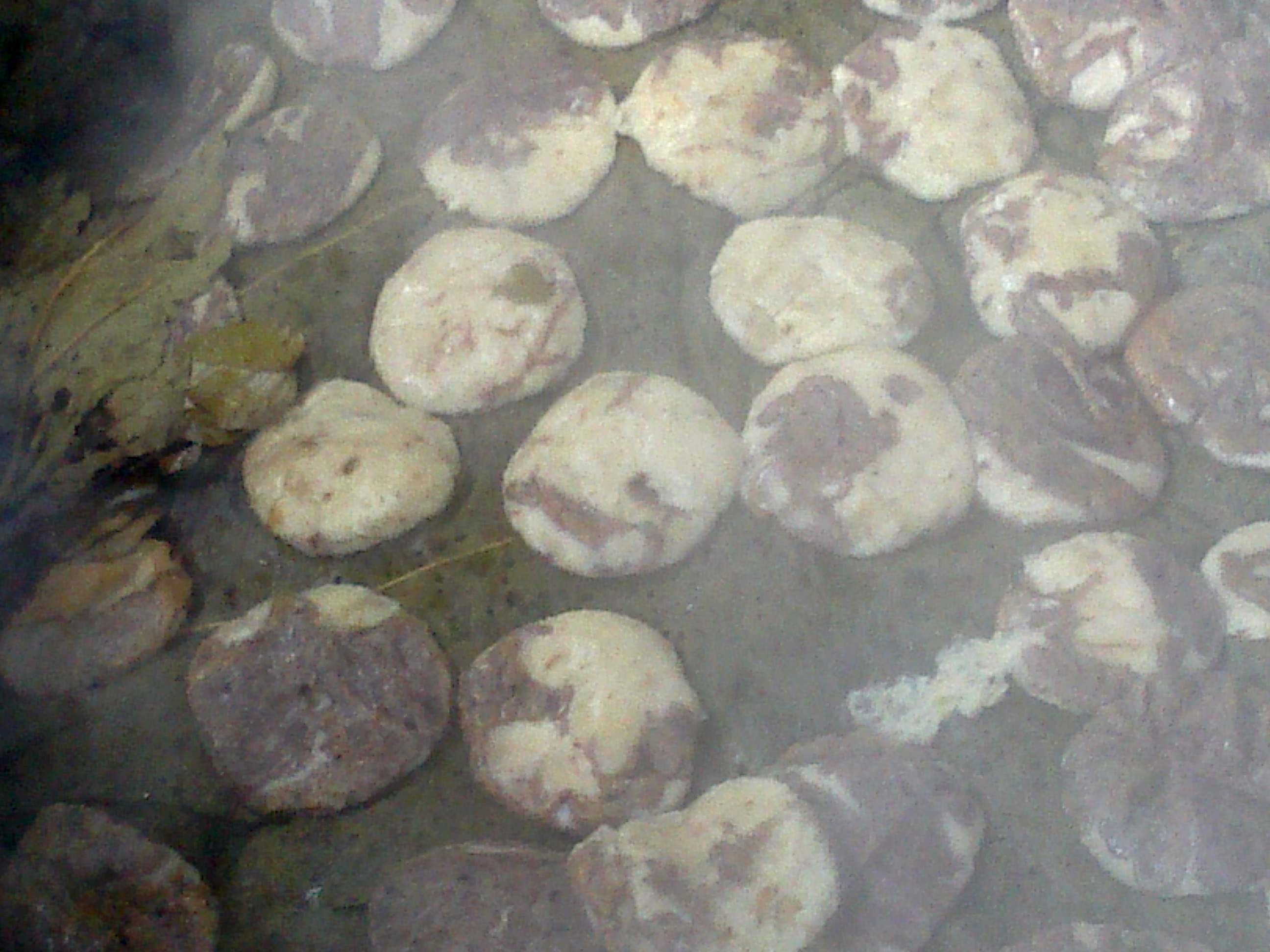
Chapaleles de curanto cocidos.

El chapalele o chapalel es una masa hecha de papas cocidas y harina de trigo. Forma parte de la gastronomía de Chile, particularmente de la cocina tradicional de Chiloé. Existen variantes saladas que sirven de acompañamiento para el curanto y otras dulces, que se consumen al merendar.

## En curanto
Los chapaleles de curanto son salados y llevan además de las papas y la harina, manteca de cerdo y chicharrones. Para su elaboración se muelen papas cocidas, se les agrega sal y se unen con la harina, la manteca y los chicharrones. Se amasan hasta que la mezcla sea consistente, se moldean con las manos hasta dejarlos con aspecto lenticular y se colocan a cocer al vapor en una de las capas superiores del curanto. Si se trata de curanto al hoyo, es usual que estén asentados en pangues (hojas de nalca), que dan a la masa un color violáceo; y cubiertos con ramas de avellano o de helecho costilla de vaca que contribuyen a darles sabores amargos.[cita requerida]

## Chapaleles dulces

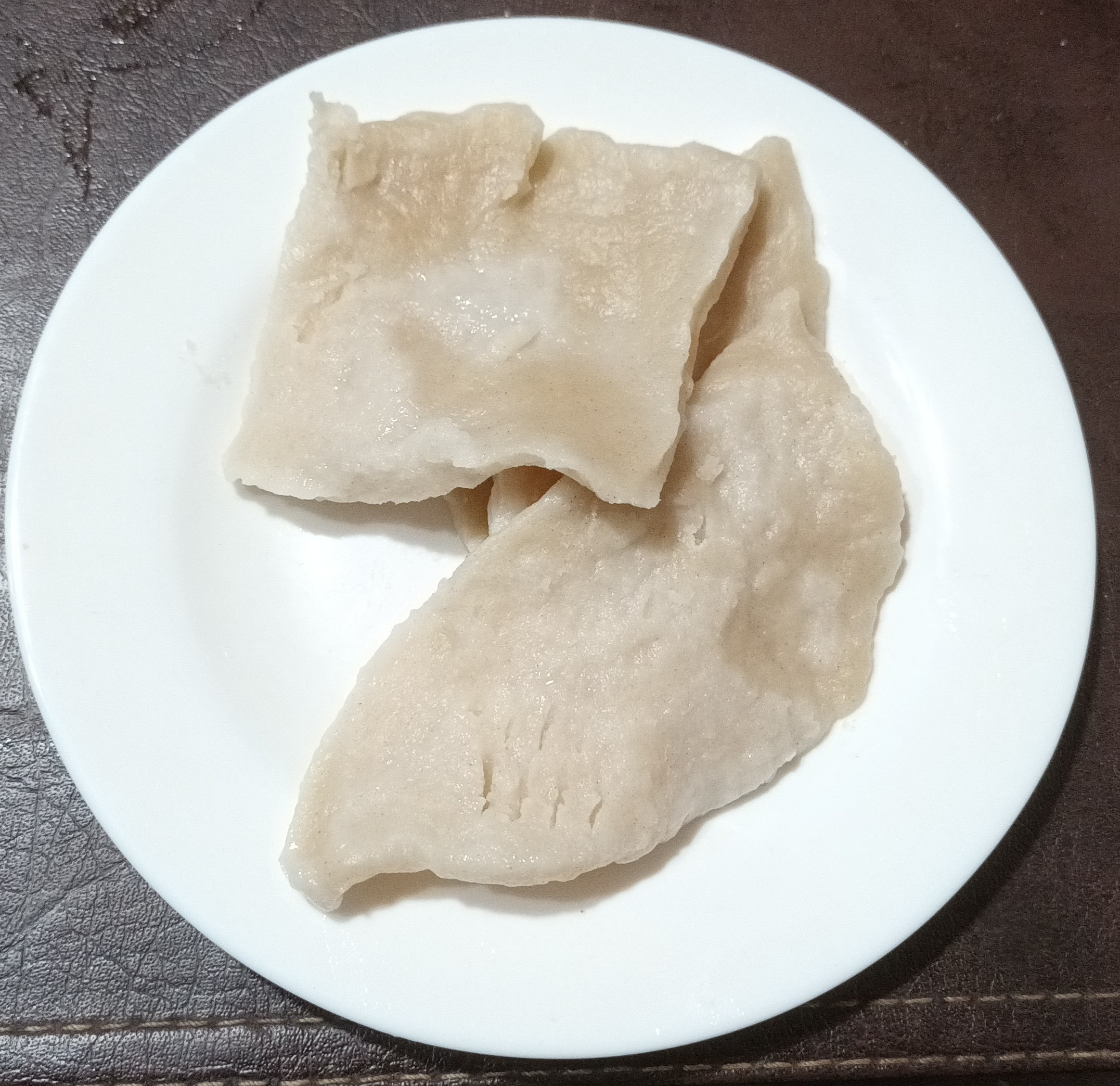
Un plato de chapaleles de harina de trigo.

Recibe el nombre de chapalele una masa que contiene harina y papas cocidas o solo harina, agua y un poco de sal. Se preparan hervidos y se sirven calientes, acompañados de miel o de azúcar. En vez de tener forma redondeada, los chapaleles hervidos suelen tener aspecto de rombo y son planos.[cita requerida]